# Microchrysa bipars
Microchrysa bipars är en tvåvingeart som först beskrevs av Walker 1861.  Microchrysa bipars ingår i släktet Microchrysa och familjen vapenflugor. Inga underarter finns listade i Catalogue of Life.